# Arnaldo Ninchi
Arnaldo Ninchi (né à Pesaro le 17 décembre 1935  et mort à Rome le 6 mai 2013) est un acteur, doubleur et joueur de basket-ball italien.
Né à Pesaro, Arnaldo Ninchi est le fils de l'acteur Annibale Ninchi. Dans sa jeunesse Ninchi était un joueur de basket-ball qui fait ses débuts dans l'équipe nationale, à tout juste 17 ans. En 1959, il est diplômé de l'Académie nationale d'art dramatique et commence à travailler sur la scène, puis  Il fonde sa propre compagnie de théâtre. Il a également été actif à la télévision et au cinéma où il a tourné avec des réalisateurs comme  Claude Chabrol, Giuliano Montaldo, Lina Wertmüller, Pupi Avati et Silvio Soldini. Il est le cousin de l'actrice Ave Ninchi.

## Filmographie partielle
Cinéma
- 1960 : I piaceri del sabato notte de Daniele D'Anza
- 1961 : Paris vu par…, de Claude Chabrol
- 1979 : Il giocattolo, de Giuliano Montaldo
- 1986 :Notte d'estate con profilo greco, occhi a mandorla e odore di basilico, de Lina Wertmüller
- 1987 : Rimini Rimini, de Sergio Corbucci
- 1988 : Cheeeese, de Bernhard Weber
- 1990 : Donne armate, de Sergio Corbucci
- 1991 : Abbronzatissimi, de Bruno Gaburro
- 1993 :
  - Magnificat,de Pupi Avati
  - Giovanni Falcone, de Giuseppe Ferrara
- 1994 : Dichiarazioni d'amore, de Pupi Avati
- 1996 : 
  - L'arcano incantatore, de Pupi Avati
  - La mia generazione, de Wilma Labate
- 1997 : Testimone a rischio, de Pasquale Pozzessere
- 1998 : Le complici, d'Emanuela Piovano
- 2000 : 
  - Mirka, de Rachid Benhadj
  - Voci, de Franco Giraldi
  - Assassini per caso, de Vittorio De Sisti
- 2002 : 
  - Oltre il confine, de Rolando Colla (2002)
  - Il trasformista, de Luca Barbareschi (2002)
- 2003 :  Eccomi qua, de Giacomo Ciarrapico
- 2005 :  L'ombra di Federico, de Marco Cercaci
- 2007 :  Giorni e nuvole, de Silvio Soldini
- 2008 :  L'uomo che ama, de Maria Sole Tognazzi
- 2013 :  Il volto di un'altra, de Pappi Corsicato

Télévision
- 1961 :  Le pecore nere, mini-série TV de  Giorgio Albertazzi
- 1967 :  Dossier Mata Hari, série TV, de Mario Landi
- 1977 :  Sacco e Vanzetti, mini-série TV, de Giacomo Colli
- 1988 :  Le due croci, film TV, de Silvio Maestranzi
- 1989 :  È proibito ballare, série TV, de Pupi Avati, Cesare Bastelli, Fabrizio Costa
- 1995 :  
  - Voci notturne, mini-série TV, de Fabrizio Laurenti
  - La famiglia Ricordi,  mini-série TV, de Mauro Bolognini
- 1996 :  Il caso Fenaroli, film TV, de Gianpaolo Tescari
- 1998 : Incantesimo, série TV, de Gianni Lepre et Alessandro Cane
- 1999 : La vita che verrà,mini-série TV, de Pasquale Pozzessere
- 2001 : 
  - Piccolo mondo antico,mini-série TV, de Cinzia TH Torrini
  - Onora il padre, mini-série TV, de Gianpaolo Tescari
- 2002 :  
  - Il lato oscuro, mini-série TV, de Gianpaolo Tescari
  - La casa dell'angelo, de Giuliana Gamba - Film TV
  - 2004 :
  - Le stagioni del cuore, série TV, de Antonello Grimaldi
  - Don Bosco, mini-série TV, de Lodovico Gasparini
  - 2006 :  La provinciale, mini-série TV, de Pasquale Pozzessere
  - 2007 :  Boris, série TV, de Giacomo Ciarrapico, Mattia Torre, Luca Vendruscolo
  - 2008 :  Coco Chanel, mini-série TV, de Christian Duguay
  - 2013 :  L'ultimo papa re, mini-série TV, regia di Luca Manfredi